# 祕鰓䲁
祕鰓䲁（學名：Gilloblennius abditus），為輻鰭魚綱䲁形目三鰭䲁科鰓䲁屬的一個種，是由Graham Stuart Hardy於1896年描述，分布於西南太平洋紐西蘭海域，為特有種，深度0至10公尺，本魚側線上方有較大的棕色塊，鰭條淡褐色，鰭膜透明，有不規則的淺褐色和深褐色線條，雄魚頭部和身體橄欖綠色，鰭呈斑駁的灰色至紅褐色或橄欖綠色；雌魚淺棕色，上面覆蓋著深棕色斑點，背鰭和臀鰭基部沒有鱗片，背鰭3個，背鰭硬棘15-17枚、背鰭軟條11-12枚、臀鰭硬棘0、臀鰭軟條20-21枚，體長可達6.4公分，棲息在礁石區，雌魚產附著性卵在藻類築的巢，雄魚會守護卵，幼魚為浮游性，生活習性不明。